# Myriam Famelaer

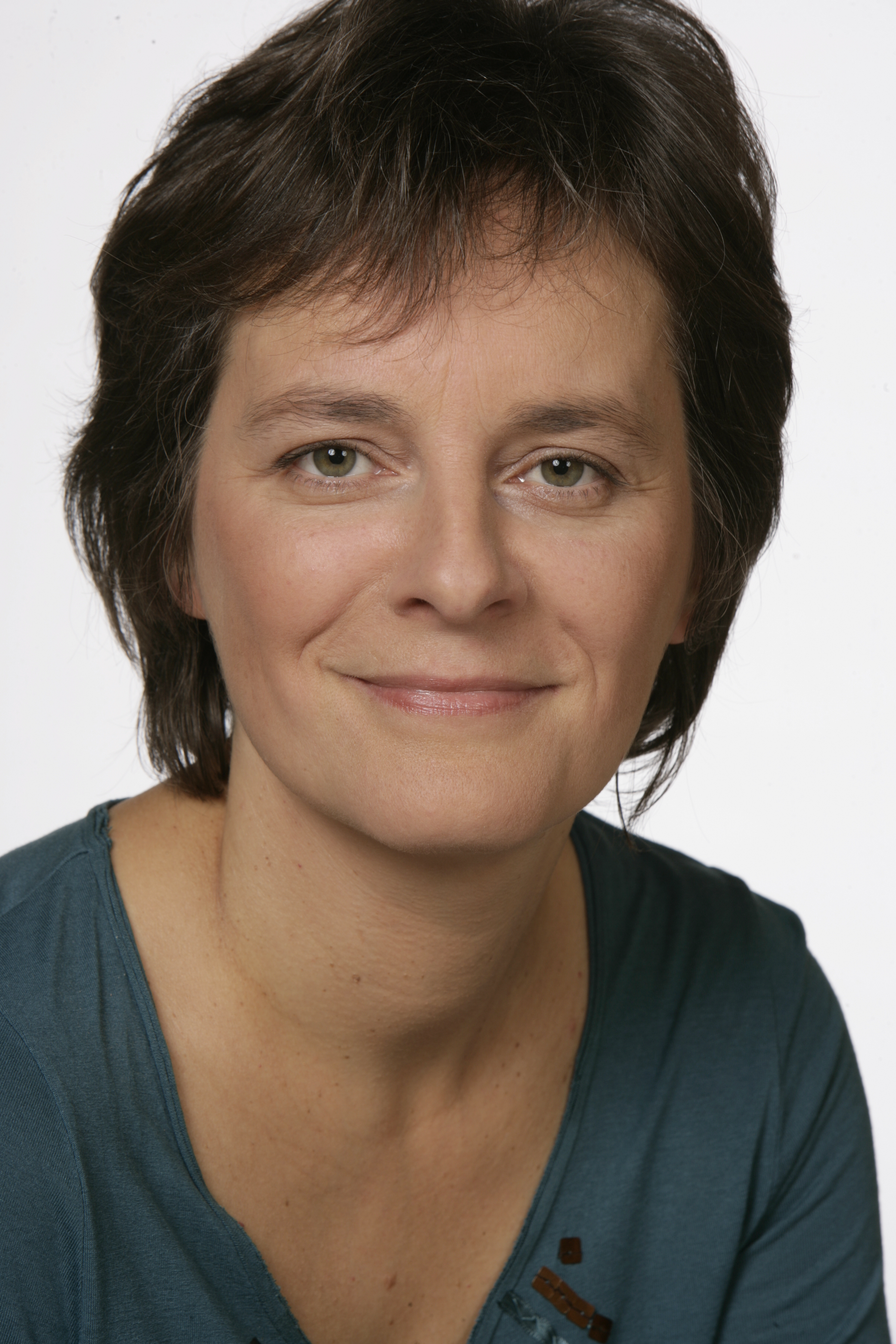
Myriam Famelaer, verkeersanker bij VRT

Myriam Famelaer (Brasschaat) is een Vlaams verkeersexpert en verkeersanker bij de VRT.

## Carrière
Myriam Famelaer studeerde 'radio en televisie' aan het RITCS in Brussel. Sinds 1986 is ze aan de slag bij de openbare omroep. Ze presenteert het verkeersbulletin op Radio 2 en MNM. Daarnaast is ze meervoudig deelnemer en winnaar van het populaire spel 'Raad het nieuws' in het radioprogramma 'Spits met David Van Ooteghem'. Daarbij moet de deelnemer het nieuws raden aan de hand van reacties op sociale media. 